# Деречанка
Деречанка (пол. Dereczanka) — село в Польщі, у гміні Залесе Більського повіту Люблінського воєводства.
Населення — 121 особа (2011).

## Історія
За даними етнографічної експедиції 1869—1870 років під керівництвом Павла Чубинського, у селі переважно проживали греко-католики, які розмовляли українською мовою.
У 1943 році в селі мешкало 198 українців та 123 поляки. Як звітував командир сотні УПА Іван Романечко («Ярий») у червні 1946 року, у село майже щоночі заходила польська банда, яка грабувала та била українців і казала їм виїжджати «за Буг».
У 1975—1998 роках село належало до Білопідляського воєводства.

## Демографія
Демографічна структура станом на 31 березня 2011 року:
|          | Загалом | Допрацездатний вік | Працездатний вік | Постпрацездатний вік |
| -------- | ------- | ------------------ | ---------------- | -------------------- |
| Чоловіки | 57      | 8                  | 41               | 8                    |
| Жінки    | 64      | 11                 | 32               | 21                   |
| Разом    | 121     | 19                 | 73               | 29                   |